# Kolaka (plaats)
Kolaka is een bestuurslaag in het regentschap Flores Timur van de provincie Oost-Nusa Tenggara, Indonesië. Kolaka telt 952 inwoners (volkstelling 2010).